# Saint-André-de-Roquelongue

Saint-André-de-Roquelongue este o comună în departamentul Aude din sudul Franței. În 1 ianuarie 2022 avea o populație de 1.400 de locuitori.